# Drew Fata
Drew Fata (né le 28 juillet 1983 à Sault-Sainte-Marie, dans la province de l'Ontario au Canada) est un joueur professionnel de hockey sur glace italo-canadien. Il évolue à la position de défenseur.

## Carrière
Réclamé au troisième tour par les Penguins de Pittsburgh lors du repêchage de 2001 de la Ligue nationale de hockey alors qu'il évolue pour les St. Michael's Majors de Toronto de la Ligue de hockey de l'Ontario, Drew Fata poursuit son développement avec ces derniers jusqu'en 2002-2003, passant au cours de cette dernière saison aux Frontenacs de Kingston.
Il devient joueur professionnel la saison suivante en rejoignant le club affilié aux Penguins dans la Ligue américaine de hockey, les Penguins de Wilkes-Barre/Scranton. Il poursuit avec ceux-ci ainsi qu'avec les Nailers de Wheeling de l'ECHL jusqu'en 2005-2006.
Devenant agent libre à l'été 2006, il signe pour deux saisons avec les Islanders de New York et effectue avec eux ses débuts dans la LNH, prenant part à neuf rencontres en deux saisons dans la grande ligue.
À l'été 2008, il accepte un contrat d'une saison avec les Coyotes de Phoenix et rejoint leur club affilié, le Rampage de San Antonio pour qui il ne joue que sept rencontres avant d'être échangé aux Sénateurs d'Ottawa. Il termine la saison avec le club-école des Sens, les Senators de Binghamton avant de signer en tant qu'agent libre à l'été avec les Bruins de Boston.

## Statistiques
| Saison     | Équipe                            | Ligue       |    | Saison régulière | Saison régulière | Saison régulière | Saison régulière | Saison régulière |   | Séries éliminatoires | Séries éliminatoires | Séries éliminatoires | Séries éliminatoires | Séries éliminatoires |
| Saison     | Équipe                            | Ligue       | PJ | B                | A                | Pts              | Pun              | PJ               | B | A                    | Pts                  | Pun                  |                      |                      |
| 2000-2001  | St. Michael's Majors de Toronto   | LHO         | 58 | 5                | 15               | 20               | 134              | 18               | 1 | 3                    | 4                    | 26                   |                      |                      |
| 2001-2002  | St. Michael's Majors de Toronto   | LHO         | 67 | 7                | 21               | 28               | 175              | 15               | 1 | 9                    | 10                   | 38                   |                      |                      |
| 2002-2003  | St. Michael's Majors de Toronto   | LHO         | 35 | 6                | 13               | 19               | 66               | -                | - | -                    | -                    | -                    |                      |                      |
| 2002-2003  | Frontenacs de Kingston            | LHO         | 34 | 2                | 17               | 19               | 64               | -                | - | -                    | -                    | -                    |                      |                      |
| 2003-2004  | Nailers de Wheeling               | ECHL        | 28 | 6                | 10               | 16               | 61               | 4                | 0 | 0                    | 0                    | 8                    |                      |                      |
| 2003-2004  | Penguins de Wilkes-Barre/Scranton | LAH         | 23 | 1                | 2                | 3                | 26               | -                | - | -                    | -                    | -                    |                      |                      |
| 2004-2005  | Nailers de Wheeling               | ECHL        | 22 | 0                | 1                | 1                | 55               | -                | - | -                    | -                    | -                    |                      |                      |
| 2004-2005  | Penguins de Wilkes-Barre/Scranton | LAH         | 32 | 1                | 1                | 2                | 88               | 5                | 0 | 1                    | 1                    | 37                   |                      |                      |
| 2005-2006  | Nailers de Wheeling               | ECHL        | 34 | 10               | 8                | 18               | 145              | -                | - | -                    | -                    | -                    |                      |                      |
| 2005-2006  | Penguins de Wilkes-Barre/Scranton | LAH         | 28 | 1                | 12               | 13               | 98               | 11               | 0 | 0                    | 0                    | 16                   |                      |                      |
| 2006-2007  | Sound Tigers de Bridgeport        | LAH         | 64 | 3                | 7                | 10               | 185              | -                | - | -                    | -                    | -                    |                      |                      |
| 2006-2007  | Islanders de New York             | LNH         | 3  | 1                | 0                | 1                | 5                | 1                | 0 | 0                    | 0                    | 0                    |                      |                      |
| 2007-2008  | Sound Tigers de Bridgeport        | LAH         | 71 | 3                | 11               | 14               | 197              | -                | - | -                    | -                    | -                    |                      |                      |
| 2007-2008  | Islanders de New York             | LNH         | 5  | 0                | 1                | 1                | 4                | -                | - | -                    | -                    | -                    |                      |                      |
| 2008-2009  | Rampage de San Antonio            | LAH         | 7  | 0                | 0                | 0                | 6                | -                | - | -                    | -                    | -                    |                      |                      |
| 2008-2009  | Senators de Binghamton            | LAH         | 68 | 7                | 9                | 16               | 135              | -                | - | -                    | -                    | -                    |                      |                      |
| 2009-2010  | Bruins de Providence              | LAH         | 27 | 1                | 3                | 4                | 47               | -                | - | -                    | -                    | -                    |                      |                      |
| 2010-2011  | Penguins de Wilkes-Barre/Scranton | LAH         | 1  | 0                | 0                | 0                | 2                | -                | - | -                    | -                    | -                    |                      |                      |
| 2010-2011  | Sparta Sarpsborg                  | Eliteserien | 24 | 2                | 7                | 9                | 47               | 14               | 0 | 2                    | 2                    | 38                   |                      |                      |
| 2011-2012  | HC Asiago                         | Serie A     | 42 | 3                | 11               | 14               | 58               | 4                | 0 | 0                    | 0                    | 8                    |                      |                      |
| 2012-2013  | Sheffield Steelers                | EIHL        | 59 | 11               | 22               | 33               | 137              | 2                | 1 | 0                    | 1                    | 2                    |                      |                      |
| 2013-2014  | Sheffield Steelers                | EIHL        | 63 | 13               | 20               | 33               | 99               | 4                | 1 | 0                    | 1                    | 8                    |                      |                      |
| Totaux LNH | Totaux LNH                        | Totaux LNH  | 8  | 1                | 1                | 2                | 9                | 1                | 0 | 0                    | 0                    | 0                    |                      |                      |

## Transactions en carrière
- Repêchage 2001 : réclamé par les Penguins de Pittsburgh (3e choix de l'équipe, 86e au total).
- 21 décembre 2006 : signe à titre d'agent libre avec les Islanders de New York.
- 2 juillet 2008 : signe à titre d'agent libre avec les Coyotes de Phoenix.
- 3 novembre 2008 : échangé par les Coyotes aux Sénateurs d'Ottawa en retour d'Aleksandr Nikouline.
- 7 juillet 2009 : signe à titre d'agent libre avec les Bruins de Boston.

## Parenté dans le sport
Son frère Rico Fata fut repêché par les Flames de Calgary en 1998 et joua plus de 200 rencontres dans la Ligue nationale de hockey.